# Sainte-Geneviève-des-Bois (Loiret)
 Sainte-Geneviève-des-Bois  es una población y comuna francesa, situada en la región de Centro, departamento de Loiret, en el distrito de Montargis y cantón de Châtillon-Coligny.

## Demografía
| 734 | 812 | 879 | 1046 | 952 | 990 |
| Para los censos de 1962 a 1999 la población legal corresponde a la población sin duplicidades (Fuente: INSEE [Consultar]) |     |     |      |     |     |